# カーメン山 (カムチャツカ地方)

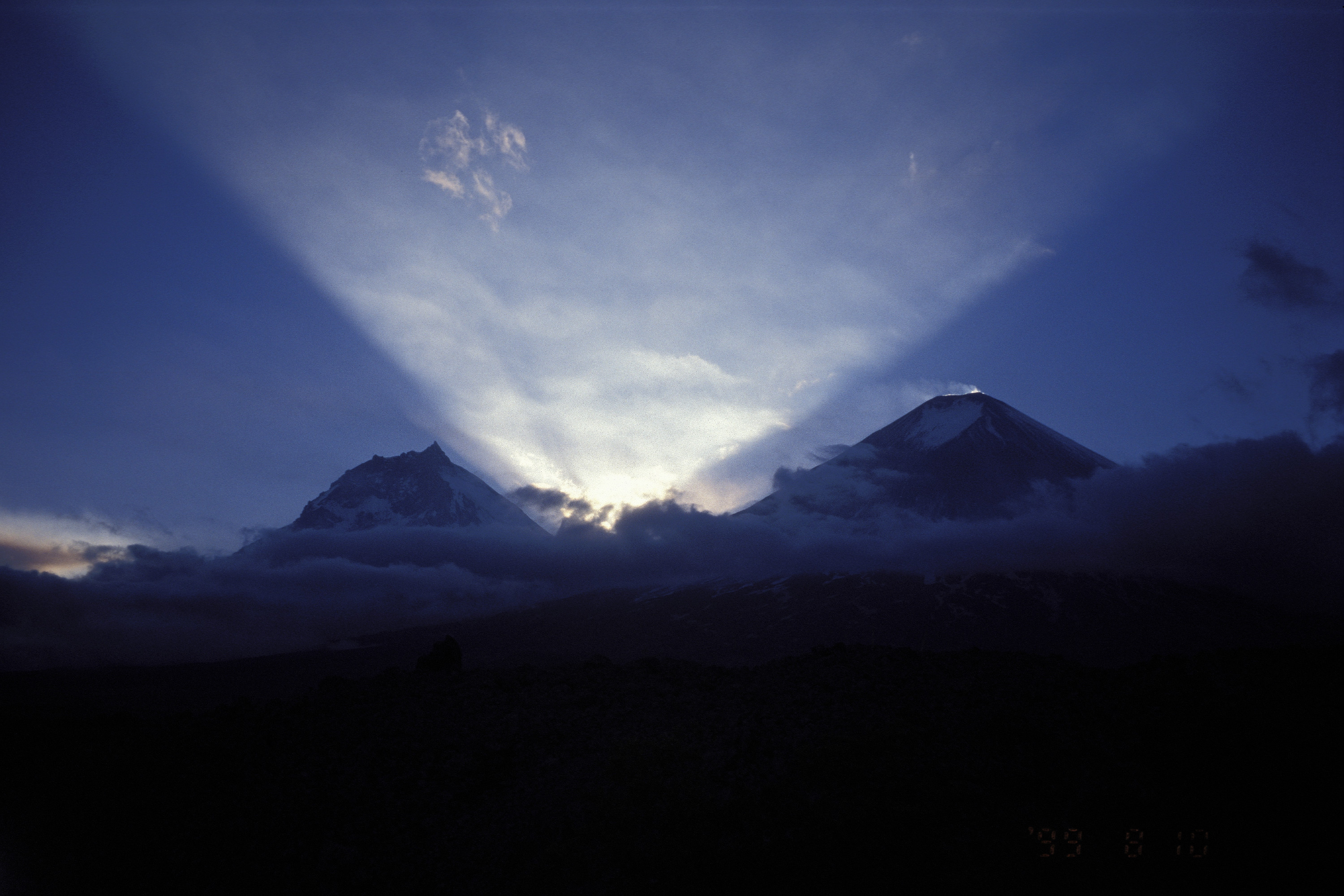
カーメン山（左）とクリュチェフスカヤ山（右）

カーメン山（ロシア語: Камень, Kamen）は、ロシアのカムチャツカ半島南部に位置する成層火山（休火山）。尾根伝いに、ベズイミアニ山やクリュチェフスカヤ山と隣接する。カムチャツカ半島で2番目に標高の高い火山である。
山の名前は、ロシア語で「石」を意味する。